# Mont Saint-Louis
Le mont Saint-Louis est une montagne des Laurentides située dans la MRC de la Matawinie dans la région de Lanaudière (Canada).

## Géographie
Son sommet, culminant à 402 m, est situé à Sainte-Béatrix. La rivière L'Assomption longe son flanc ouest et la rivière Noire son flanc est (Saint-Jean-de-Matha).